# Distrikt Quinistaquillas
Der Distrikt Quinistaquillas liegt in der Provinz General Sánchez Cerro in der Region Moquegua in Südwest-Peru. Der Distrikt wurde am 10. Juni 1955 gegründet. Er besitzt eine Fläche von 195 km². Beim Zensus 2017 wurden 559 Einwohner gezählt. Im Jahr 1993 lag die Einwohnerzahl bei 497, im Jahr 2007 bei 1013. Die Distriktverwaltung befindet sich in der etwa 1800 m hoch gelegenen Ortschaft Quinistaquillas mit 356 Einwohnern (Stand 2017). Quinistaquillas befindet sich knapp 13 km südöstlich der Provinzhauptstadt Omate.

## Geographische Lage
Der Distrikt Quinistaquillas liegt an der Südflanke der Cordillera Volcánica im zentralen Süden der Provinz General Sánchez Cerro. Der Río Tambo fließt entlang der südlichen Distriktgrenze nach Westen.
Der Distrikt Quinistaquillas grenzt im Westen an den Distrikt Omate, im Norden und im Osten an den Distrikt Matalaque sowie im Süden an die Distrikte Carumas und Torata (beide in der Provinz Mariscal Nieto).